# Damalis himalayaensis
Damalis himalayaensis là một loài ruồi trong họ Asilidae. Damalis himalayaensis được Joseph & Parui miêu tả năm 1987. Loài này phân bố ở miền Ấn Độ - Mã Lai.